# Кривичи
 Тази статия е за етническата група.  За селището в Беларус вижте Кривичи (селище).  
Кривичите (на староруски: криви́чи) са етническа група (племе, племенен съюз) населявала през VIII-XII век североизточната част на днешна Беларус и съседните области на днешна Русия.
Тя се образува с преселването на славяни от района на Карпатите или от днешна северна Полша към средното течение на Западна Двина и района на бъдещия град Псков. Там те се смесват и асимилират местното балтско население, след което се разселват на изток към горните течения на Западна Двина, Днепър и Волга. В средата на IX век са подчинени от Киевска Рус, но запазват известна обособеност като основно население на Полоцкото и Смоленското княжество.
Кривичите спират да се споменават от източниците в средата на XII век, но с тяхното наследство се свързва обособена група диалекти на съвременните беларуски и руски език. В латвийския името на кривичите е запазено в наименованията на Русия (Krievija) и руснаците (krievi).